# Jiří Sýkora (1944)
Jiří Sýkora (* 5. ledna 1944 Brno) je bývalý český fotbalový útočník a mládežnický reprezentant Československa.

## Fotbalová kariéra
S fotbalem začal v devíti letech v Brněnských Ivanovicích, odkud se za dva roky přesunul do Zbrojovky Brno. Po vojně v Dukle Uherské Hradiště se vrátil na jaře 1966 do Brna. Z B-mužstva si jej vytáhl slavný trenér Karel Kolský, zažil ještě slavnou generaci v čele s Vlastimilem Bubníkem, Františkem Schmuckerem, Karlem Lichtnéglem či Karlem Kohlíkem.
Přestože měl pověst spalovače šancí, stal se na konci šedesátých let čtyři sezony po sobě nejlepším střelcem týmu. Nejpovedenější roky zažil ve druhé lize, ještě v sezoně 1970/71 pomohl deseti brankami k postupu. V první lize pak ale odehrál už jen devět zápasů, ke slovu se pomalu začal hlásit mladý Kroupa. Následoval přesun do Ostravy, kde hrál za TJ NHKG Ostrava, s níž vybojoval postup do 2. ligy. Dále hrál za Královopolské strojírny, ČKD Blansko (vítězství v 1. A třídě v sezoně 1975/76 a postup do Jihomoravského krajského přeboru) a na závěr kariéry v Sokolu Bystrc-Kníničky.
V nejvyšší soutěži odehrál celkem 42 utkání, vsítil 11 branek. Ve Veletržním poháru odehrál na podzim 1966 obě utkání Brňanů proti Dinamu Záhřeb, neskóroval. Za reprezentaci do 23 let odehrál 1. června 1966 jedno vítězné utkání proti Nizozemsku (2:1), k čemuž přispěl vstřelením druhé branky.

## Trenérská kariéra
Jakmile ukončil hráčskou kariéru, stal se dlouholetým trenérem mládeže po boku legendárního Františka Harašty. Několik let vedl dorost, od něhož přešel k těm nejmenším v přípravce. Pracoval jako trenér mládeže u Městského fotbalového svazu Brno, vedl rovněž muže Tuřan a Újezdu u Brna.

## Ligová bilance
| Ročník                                   | Zápasy | Góly | Klub                |
| ---------------------------------------- | ------ | ---- | ------------------- |
| 1. československá fotbalová liga 1965/66 | 11     | 3    | TJ Spartak ZJŠ Brno |
| 1. československá fotbalová liga 1966/67 | 22     | 7    | TJ Spartak ZJŠ Brno |
| 2. československá fotbalová liga 1967/68 | -      | 10   | TJ Spartak ZJŠ Brno |
| 2. československá fotbalová liga 1968/69 | -      | 7    | TJ Zbrojovka Brno   |
| 2. československá fotbalová liga 1969/70 | -      | 10   | TJ Zbrojovka Brno   |
| 2. československá fotbalová liga 1970/71 | 24     | 10   | TJ Zbrojovka Brno   |
| 1. československá fotbalová liga 1971/72 | 9      | 1    | TJ Zbrojovka Brno   |
| Národní fotbalová liga 1971/72           | -      | -    | TJ NHKG Ostrava     |
| Národní fotbalová liga 1972/73           | -      | -    | TJ NHKG Ostrava     |
| 2. československá fotbalová liga 1973/74 | -      | -    | TJ NHKG Ostrava     |
| CELKEM 1. LIGA                           | 42     | 11   |                     |